# Dylann Roof
Dylann Storm Roof (n. el 3 de abril de 1994) es un asesino en masa y supremacista blanco estadounidense culpable de perpetrar la masacre de la iglesia de Charleston, el 17 de junio de 2015 en el estado estadounidense de Carolina del Sur. Durante un estudio bíblico en la Iglesia Episcopal Metodista Africana Emanuel, Roof mató a nueve personas, todas ellas afroamericanas, incluido el pastor principal y senador estatal Clementa C. Pinckney, e hirió a otra persona. Después de que varias personas identificaran a Roof como el principal sospechoso éste se convirtió en el centro de una persecución que terminó la mañana siguiente al tiroteo con su detención en Shelby (Carolina del Norte). Más tarde, confesó que cometió el tiroteo con la esperanza de provocar una "guerra racial". Las acciones de Roof en Charleston han sido ampliamente descritas como terrorismo doméstico.
Tres días después del tiroteo, se descubrió un sitio web titulado "The Last Rhodesian" ("El último rodesiano" en español), donde los funcionarios posteriormente confirmaron que pertenecía a Dylann. La página web contiene fotos de Roof con símbolos de la supremacía blanca y el neonazismo, junto con un manifiesto en el que exponía sus opiniones hacia los afroamericanos, entre otros pueblos. También afirmó en el manifiesto haber desarrollado sus opiniones supremacistas blancas tras leer sobre el asesinato de Trayvon Martin y los crímenes de negros contra blancos. 
El 15 de diciembre de 2016, Roof fue declarado culpable en un tribunal federal de los 33 cargos federales (incluidos los delitos de odio) que se le imputaban a raíz del tiroteo; el 11 de enero de 2017, fue condenado a muerte por esos delitos. El 31 de marzo de 2017, Roof aceptó declararse culpable en un tribunal estatal de Carolina del Sur de todos los cargos estatales pendientes contra él -nueve cargos de asesinato tres cargos de intento de asesinato y posesión de un arma de fuego durante la comisión de un delito grave- para evitar una segunda condena a muerte. A cambio, aceptó una condena de cadena perpetua sin libertad condicional. El 10 de abril de 2017, Roof fue condenado a nueve penas consecutivas de cadena perpetua sin libertad condicional tras declararse formalmente culpable de los cargos estatales de asesinato.

## Biografía
Dylann Storm Roof nació en Columbia (Carolina del Sur). Sus padres eran Franklin Bennett, carpintero, y Amelia Cowles, camarera. Ambos se divorciaron, aunque se reconciliaron temporalmente al momento de nacer Dylann. Cuando Roof tenía cinco años, su padre se casó con Paige Mann en noviembre de 1999, pero se divorciaron después de diez años de matrimonio, ya que Bennett supuestamente maltrataba verbal y físicamente a Mann. Su familia vivió principalmente en Carolina del Sur, a pesar de que entre 2005 y 2008 se trasladaron temporalmente a Florida. Según una declaración de 2009 presentada por Mann ante el jurado, en el divorcio se demostró que Dylann Roof padecía de un trastorno obsesivo-compulsivo.
Con nueve años, Roof asistió a al menos siete escuelas diferentes, dos en los condados de Carolina del Sur, incluyendo White Knoll, la escuela secundaria de Lexington, donde repitió noveno grado, curso que terminó en otra escuela. Aparentemente, dejó de asistir a clases en 2010 y, de acuerdo con su familia, se retiró de la escuela y pasó el tiempo jugando a videojuegos y tomando drogas.
Según Mann, Dylann y ella perdieron contacto después de su divorcio del padre de Dylann. Cuando su hermana planeó casarse, él no respondió a su invitación para el evento. Antes del ataque, Roof vivía alternativamente en las casas de Bennett y Cowles en el centro de Columbia y en Hopkins, respectivamente, pero fue criado principalmente por su madrastra, Mann. Durante varias semanas antes del ataque, Roof también había estado viviendo ocasionalmente en la casa de un viejo amigo de la escuela secundaria y la madre de este último, dos hermanos y su novia.
Un excompañero de clase de Dylann dijo que solía contar chistes racistas y hacer comentarios fuera de tono.
Sus primeros contactos con la policía fueron dos arrestos en los meses anteriores al ataque. El 2 de marzo de 2015 fue interrogado sobre un incidente en un centro comercial el 28 de febrero, cuando entró en el centro comercial usando ropa negra y les hizo preguntas inquietantes a los empleados. Durante el interrogatorio, las autoridades hallaron en su poder una botella de Suboxone, narcóticos usados para el tratamiento con opiáceos y que poseen efectos similares a las drogas. Roof fue arrestado por el delito de posesión de drogas y posteriormente se le prohibió la entrada al centro comercial durante un año. Después de que le detuvieran de nuevo el 26 de abril al invadir el centro comercial sin motivo, la prohibición se amplió otros tres años. El 13 de marzo de 2015, Dylann Roof fue investigado debido a que un policía vio su coche estacionado cerca de un parque del centro de Columbia. El oficial a continuación llamó a un colega para investigar. Un oficial de policía llevó a cabo una búsqueda de su vehículo y encontró varias armas, además de averiguar que quería comprar más, pero no presentaron cargos ya que en el estado de Carolina del Sur no es ilegal poseer un arma de fuego.

### Primeros contactos con la policía
Roof tenía antecedentes policiales de dos detenciones, ambas realizadas en los meses anteriores al ataque. Fue investigado en una ocasión durante este período, pero sin arresto ni cargos.
 El 28 de febrero de 2015, la seguridad del centro comercial en el Columbiana Center en Columbia, Carolina del Sur llamó a la policía después de que Roof, vestido completamente de negro, hiciera preguntas inquietantes a los empleados. Durante el interrogatorio policial, Roof accedió a ser registrado y se descubrió que estaba en posesión de varios tiras de Suboxone, un medicamento recetado para el trastorno por consumo de opioides que a veces se vende ilegalmente, pero generalmente para uso terapéutico en lugar de recreativo. Como Roof no tenía una receta válida, fue arrestado por un delito menor de posesión de drogas y, posteriormente, fue expulsado del Centro Columbiana durante un año.
El 13 de marzo de 2015, Roof fue investigado por merodear en su automóvil estacionado cerca de un parque en el centro de Columbia. Había sido reconocido por un oficial de policía fuera de servicio que investigó su interrogatorio del 2 de marzo; el oficial luego llamó a un colega para investigar. Un oficial de policía realizó una búsqueda en su vehículo y encontró una empuñadura de antebrazo para un AR-15 rifle semiautomático y seis cargadores descargados, todos con capacidad para 40 rondas. Cuando se le preguntó al respecto, Roof le informó al oficial que quería comprar un AR-15, pero que no tenía suficiente dinero para hacerlo. No fue acusado, ya que no es ilegal en Carolina del Sur poseer un agarre de antebrazo.
El 26 de abril de 2015, Roof fue arrestado nuevamente por invadir los terrenos del centro comercial Columbiana Center en violación de la prohibición. Luego, la prohibición se extendió por tres años más.
Según James Comey, hablando en julio de 2015, el arresto de febrero de Roof se escribió al principio como un delito grave, lo que habría requerido una investigación del cargo durante un examen de antecedentes de armas de fuego. Legalmente era un cargo de delito menor y al principio se escribió incorrectamente como un delito grave debido a un error de ingreso de datos realizado por un empleado de la cárcel. Comey dijo que a Roof se le podría haber prohibido comprar armas de fuego en virtud de una ley que prohibía a los "usuarios ilegales o adictos a cualquier sustancia controlada" poseer armas de fuego, aunque el profesor de derecho de la UCLA Eugene Volokh escribió que no está claro si el cargo por posesión de un delito menor de Roof habría significado que cumplió con esa definición.

## Masacre de la iglesia de Charleston
La tarde del 17 de junio de 2015 tuvo lugar una masacre en la Iglesia Episcopal Africana Metodista Emanuel del centro de Charleston (Carolina del sur, Estados Unidos). Durante una rutina de estudio bíblico en la iglesia, un hombre blanco de unos 21 años, más tarde identificado como Dylann Roof, abrió fuego con un arma y mató a nueve personas. Fue una acción racialmente motivada. Dylann Roof a menudo afirmaba que "los negros estaban tomando el mundo" y les contaba a sus amigos y vecinos sus planes de matar. Dylann apoyaba la segregación racial en Estados Unidos y pretendía iniciar una guerra civil. Uno de los amigos que alejó la pistola de él dijo: "No creo que la iglesia fuera su principal objetivo porque nos dijo que estaba pensando en ir por la escuela de Charleston... Pero creo que no podía entrar en la escuela por la seguridad, así que creo que solo se estableció en la Iglesia". Un amigo afroamericano suyo dijo que nunca fue testigo de que expresara prejuicios raciales, sino que también le confió que quería cometer una matanza en la Universidad.

### Búsqueda y captura
El ataque fue tratado como un "crimen por odio", y se llamó a los funcionarios del FBI para que ayudaran en la investigación y persecución.
A las 10:44 a. m. después del ataque, Dylann Roof fue capturado en una parada de tráfico de Shelby (Carolina del Norte), aproximadamente a 394 kilómetros (245 millas) de la masacre. Durante su detención se encontró una pistola en su coche, aunque no quedó claro si era la misma que usó en el ataque. La policía recibió información de una conductora, Debbie Dills, de Gastonia (Carolina del Norte), que observó a Roof conduciendo su Hyundai Elantra negro con placas de Carolina del Sur y tres banderas de los Estados Confederados de América. Más tarde recordó: "Me acerqué y vi su corte de pelo tan característico. Estaba nerviosa. Tenía una mala sensación. ¿Es él o no?". Llamó y contactó con la policía local.
Su hermanastra también informó a la policía después de ver su foto en las noticias.
Dylann fue detenido e interrogado por el FBI. Dijo que estaba viajando a Nashville (Tennessee), cuando fue detenido en Shelby. La policía de Shelby aplazó su interrogatorio con el FBI. Una fuente no identificada dijo que según los interrogatorios con Roof tras su detención, se determinó que había estado planeando el ataque desde hacía unos seis meses y que había investigado sobre la iglesia Emanuel.

### Situación legal
En la tarde del 18 de junio fue trasladado al centro de detención del sheriff de North Charleston, donde recibiría una orden de extradición. Su celda era contigua a la del preso Michael Slager, un agente de policía suspendido de servicio y acusado de asesinato en primer grado como responsable del tiroteo contra Walter Scott, otro civil afroamericano cuya muerte provocó tensiones raciales. De acuerdo con sus palabras, pretendía iniciar una guerra civil entre razas. También añadió que estuvo a punto de no llevar a cabo la matanza porque los miembros de la iglesia "habían sido amables" con él.
El 19 de junio recibió nueve cargos por asesinato y uno por tenencia de armas. Su primera aparición ante el tribunal de Charleston fue mediante videoconferencia. Durante la audiencia de fianza, los supervivientes y los familiares de estos y de los fallecidos se dirigieron a Roof directamente para comunicarle que "rezaban por su alma" y que le perdonaban.
Durante la vista judicial, el juez James Gosnell, Jr. creó polémica al equiparar en su declaración a las familias de las víctimas con las del acusado de asesinato múltiple. Su fallo también fue criticado al indemnizar a los afectados con solo 1 millón de dólares por los cargos de posesión de armas, pero con nada por los nueve cargos de asesinato. Cabe destacar que la Corte Suprema de Carolina del Sur reprendió a Gosnell por farfullar insultos racistas durante un juicio en 2003.
La Gobernadora Nikki Haley exigió a la fiscalía la pena capital para Roof.

### Pena de muerte
El martes 10 de enero de 2017, Dylann Roof fue condenado a pena de muerte por un jurado federal integrado por diez mujeres y dos hombres por la masacre de nueve personas en una iglesia de la comunidad negra de Charleston (Carolina del Sur), en junio de 2015. La sentencia será formalizada por el juez Richard Gergel, el miércoles 11 de enero. Richard Gergel, el juez que lo condenó a muerte, lo describió como competente para sus crímenes, especificando que es una persona con "un coeficiente intelectual extremadamente alto", al ser en teoría su cociente intelectual de 125.
Antes de la deliberación del jurado, Roof dijo que "sentía que tenía que hacerlo". 
El 10 de abril de 2017, dos años después de conocer su sentencia de muerte a nivel federal, Dylan Roof se declaró culpable de los nueve cargos de asesinato en primer grado a nivel estatal en Carolina del Sur, lo que le hubiera significado una segunda pena de muerte en el estado. Como consecuencia, Roof recibió cadena perpetua sin posibilidad de libertad condicional.
Finalmente, el 25 de agosto de 2021, se ratificó la pena de muerte para Roof.